# Kirche Bluno

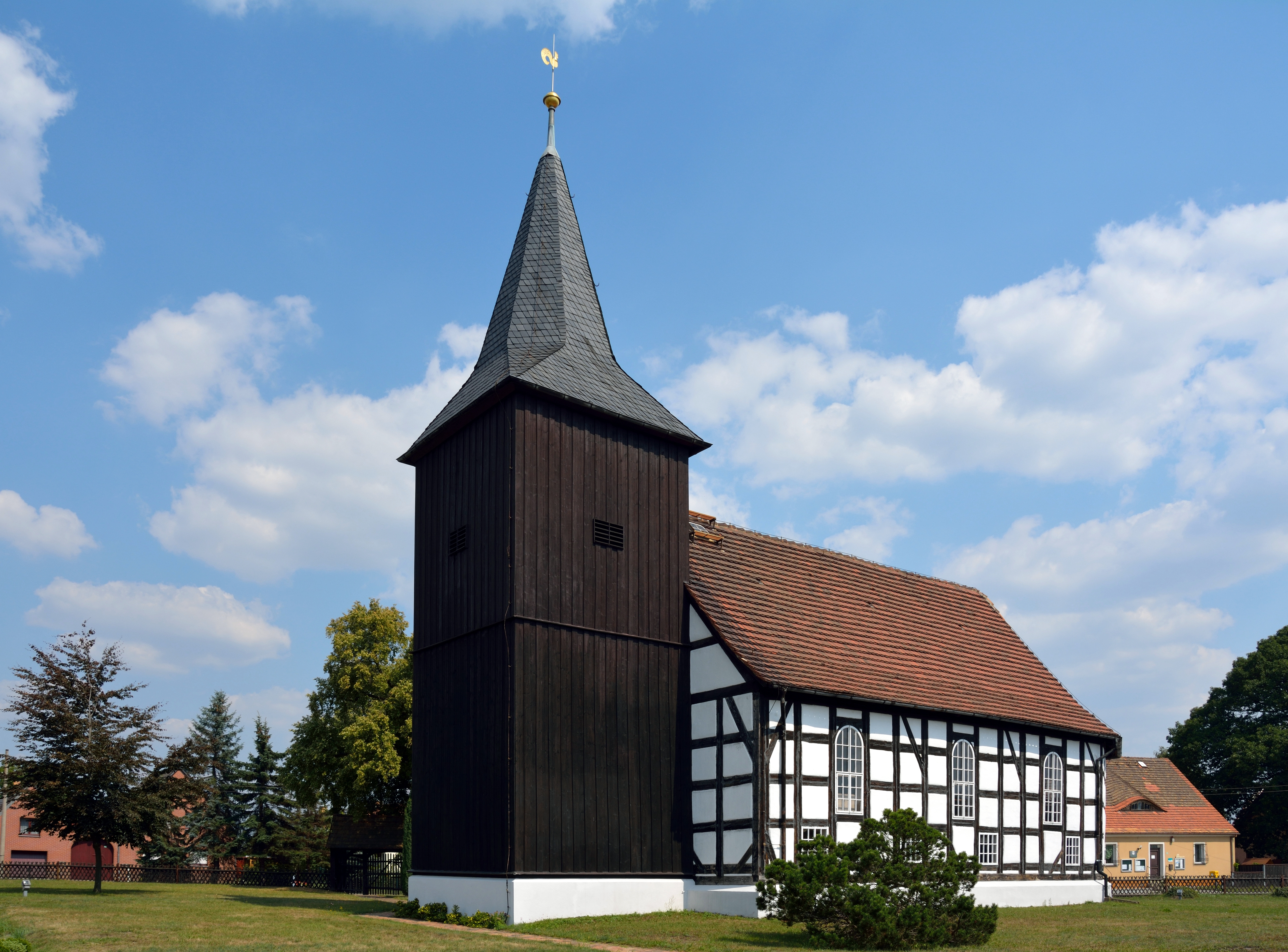
Kirche Bluno (2015)

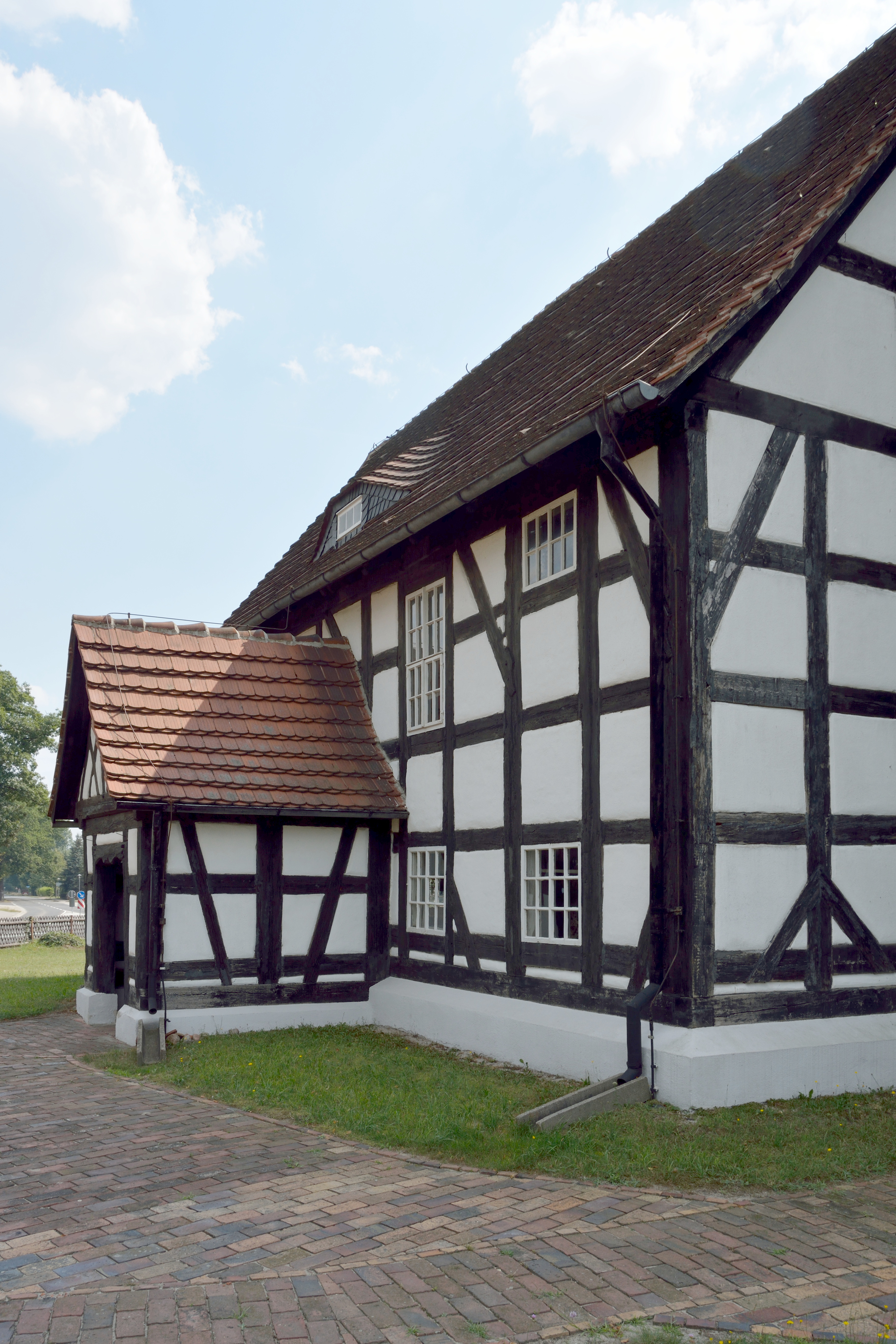
Vorhalle an der Nordwand (2015)

Die Kirche Bluno ist das Kirchengebäude im Ortsteil Bluno der Gemeinde Elsterheide im Landkreis Bautzen in der sächsischen Oberlausitz. Es gehört der Kirchengemeinde Bluno im Pfarrsprengel Hoyerswerda-Elsterheide des Kirchenkreises Schlesische Oberlausitz, der Teil der Evangelischen Kirche Berlin-Brandenburg-schlesische Oberlausitz ist. Die Kirche steht unter Denkmalschutz.

## Architektur und Geschichte
Der Bau der Blunoer Kirche wurde im September 1670 von dem späteren Kurfürsten Johann Georg III. in Auftrag gegeben. Am 6. Dezember 1673 wurde das Gebäude geweiht. Der Anbau des Turms erfolgte im Jahr 1786. 1956 wurde die Fachwerkkirche saniert. Im Jahr 2019 wurde eine Bruchstelle an einem tragenden Pfeiler entdeckt. Dieser wurde daraufhin gesichert und später erneuert, akute Einsturzgefahr bestand jedoch nicht.
Die Kirche ist eine Fachwerkkirche mit Dreiachtelschluss und Satteldach. An der Südwand und in den Wänden des Ostschlusses befinden sich Rundbogenfenster und jeweils schräg darunter sind quadratische Fenster in die Gefache integriert. An der Nordwand ist eine kleine Vorhalle angebaut. In der Halle liegt ein mit gedrücktem Kielbogen abgeschlossenes Eingangsportal, in dem darüber liegenden Holzbalken ist das Baujahr der Kirche ablesbar. An der Westwand ist ein verbretterter Turm mit achtseitigem Spitzhelm angebaut. Im Innenraum hat die Kirche eine von zwei Mittelstützen getragene Holzdecke. An den drei Seiten stehen eingeschossige Emporen.

## Ausstattung
Zur Ausstattung der Blunoer Kirche zählt ein schlichter Kanzelaltar mit einem polygonalen Kanzelkorb zwischen Halbsäulen. Auf dem Kanzelkorb ist eine Kreuzigungsszene dargestellt. Das achteckige Taufbecken aus Holz steht auf einem Säulenschaft und ist mit Ecksäulchen verziert. In der Kirche stehen außerdem die hölzerne Gruppe einer Marienbekrönung aus dem frühen 16. Jahrhundert sowie eine Holzplastik der stehenden Madonna aus den 1420er bzw. 1450er Jahren. Letzter stammt aus der Kirche Groß Partwitz, die zwischen 1969 und 1970 für den Tagebau Scado abgerissen wurde.
Die Orgel wurde 1895 von der Firma Hermann Eule Orgelbau aus Bautzen gebaut. Das Instrument hat neun Register und fünf Koppeln. Zwischen 2019 und 2021 wurde die Orgel, die durch Wurmbefall stark beschädigt war, saniert.

## Kirchengemeinde
Die Blunoer Kirche ist eine Filialkirche der Hoyerswerdaer Johanneskirche, dorthin war Bluno vor dem Kirchbau eingepfarrt. Zur Kirchengemeinde gehören die Dörfer Bluno, Klein Partwitz und Sabrodt. Laut Arnošt Mukas Statistik über die Sorben in der Lausitz hatte die Kirchengemeinde Bluno im Jahr 1884 einen sorbischsprachigen Bevölkerungsanteil von 98,5 Prozent; demnach fanden Gottesdienste damals sowohl in deutscher als auch in sorbischer Sprache statt. Heute ist die Kirchengemeinde Bluno mit den Kirchengemeinden Geierswalde-Tätzschwitz, Hoyerswerda und Schwarzkollm im Pfarrsprengel Hoyerswerda-Elsterheide zusammengeschlossen.